# 러네이 젤위거
러네이 캐서린 젤위거(영어: Renée Kathleen Zellweger, 1969년 4월 25일 ~ )은 미국의 여배우, 프로듀서이다. 그녀는 네 번의 미국 아카데미상, 네 번의 영국 아카데미 영화상(BAFTA)과 일곱 번의 골든글로브상을 포함한 수많은 시상식에 후보 지명을 받으며 연기에 대한 찬사를 받았다. 젤위거는 2007년 세계에서 가장 많은 개런티를 받은 여배우 중 한 명으로 2009년에는 하버드 대학교의 전통적인 연극회인 'Hasty Pudding Theatricals'에서 뽑은 "올해의 여성"으로 선정되었다. 텍사스에서 태어나 성장한 젤위거는 텍사스 대학교 오스틴에서 영문학을 전공했다. 처음에는 단지 좋은 학점을 쌓기 위해, 그녀는 대학에서 연기 수업을 들은 후 이를 계기로 연기를 하게 되었다. 리처드 링클레이터 감독의 《멍하고 혼돈스러운》(1993)에서 그녀의 영화 데뷔 이후, 젤위거의 첫 주연은 슬래셔 영화 《텍사스 전기톱 학살》(1994)이었다. 그녀는 《제리 맥과이어》(1996), 《원 트루 씽》(1998), 《미 마이셀프 앤드 아이린》(2000)과 《너스 베티》(2000)에서 주연을 맡아 연기력에 있어 폭 넓은 인정을 받았으며, 《너스 베티》로는 골든글로브상에 첫 후보 지명과 동시에 첫 수상을 하였다. 로맨틱 코미디 《브리짓 존스의 일기》(2001)에서 브리짓 존스 역할과 뮤지컬 범죄 드라마 《시카고》(2002)에서 록시 하트 역할에 대한 그녀의 연기는 비평가들의 큰 찬사를 받아 미국 아카데미상 여우주연상 후보에 지명되었다. 그녀는 《브리짓 존스의 일기》의 성공으로 제작된 두 편의 속편 영화인 《브리짓 존스의 일기: 열정과 애정》(2004)과 《브리짓 존스의 베이비》(2016)에 브리짓 존스 역할로 다시 출연했다. 젤위거는 시대 드라마 《콜드 마운틴》(2003)에서 떠돌이 산골 처녀 루비 역할으로 미국 아카데미상 여우조연상을 수상했다.
그녀는 이후 《신데렐라 맨》(2005)에서 매 폭스 역할과 《미스 포터》(2006)에서 베아트리스 포터 역할을 연기했다. 《아팔루사》(2008), 《마이 원 앤 온리》(2009)와 《케이스 39》(2009)와 같은 저예산 영화에서 역할을 맡은 후 그녀는 6년 동안 활동을 접으며 휴식기를 가졌다. 2019년 젤위거는 넷플릭스 스릴러 앤솔로지 시리즈인 《왓/이프》에 출연했으며, 전기 드라마 영화 《주디》에서 주디 갈랜드 역할로 큰 호평을 받아 네 번째 미국 아카데미상 여우주연상 후보 지명을 받았으며, 골든 글로브상, 미국 배우 조합상(SAG), 영국 아카데미 영화상(BAFTA), 미국 아카데미상 여우주연상을 수상하였다.

## 젊은 시절

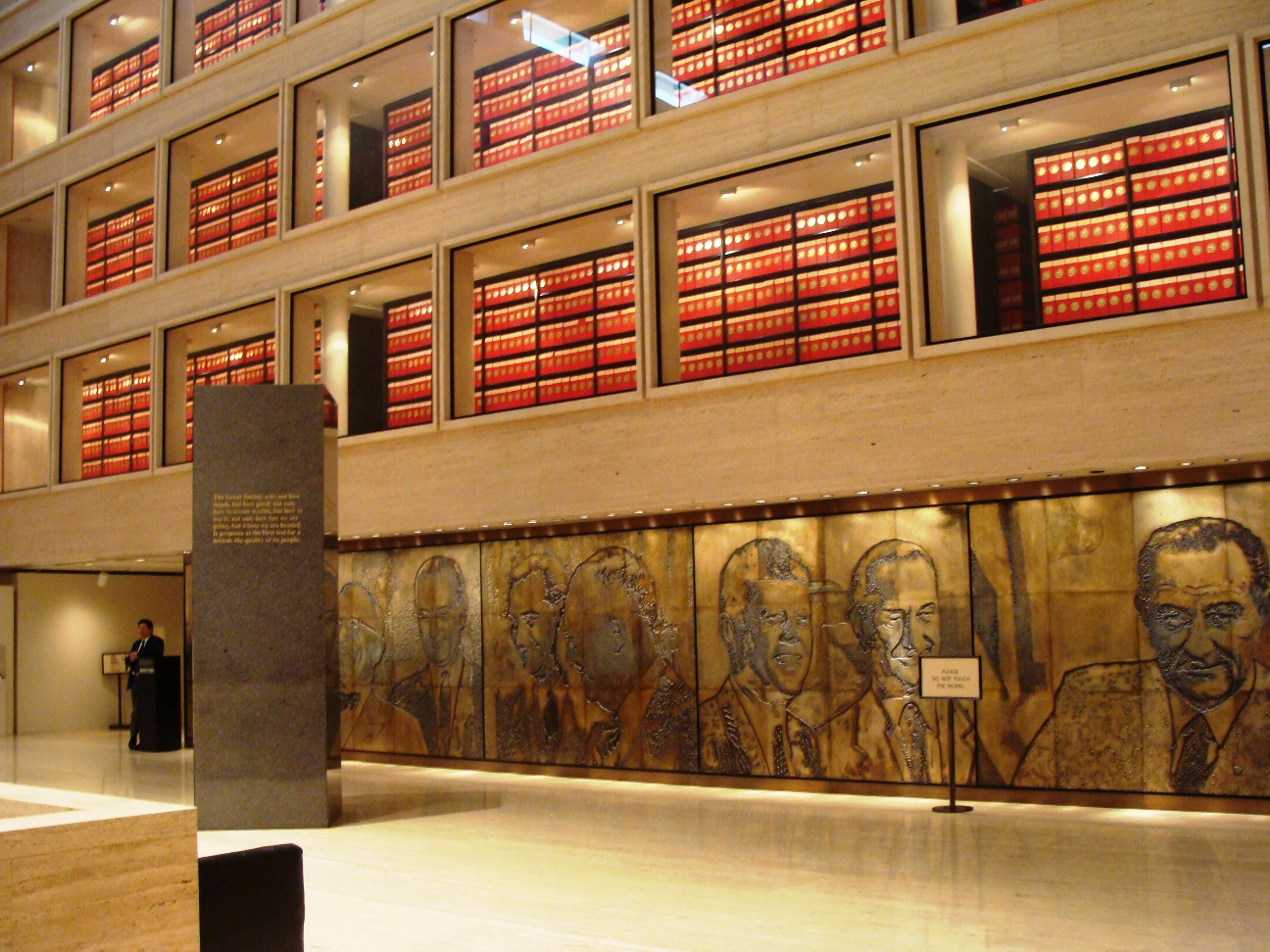
젤위거가 수업을 들은 텍사스 대학교 오스틴

젤위거는 1969년 4월 25일 미국 텍사스주 케이티에서 태어났다. 그녀의 아버지 에밀 에리치 젤위거는 스위스인으로 스위스에서 미국으로 이주했으며, 아펜첼 주의 가문에서 유래했다. 그는 정유 기업에서 일한 기계 및 전기 엔지니어였다. 그녀의 어머니인 셸프리드 아이린 (결혼 전 성씨는 안데르센)은 핀족계 소수민족인 크벤인과 사미인 혈통의 노르웨이인이다. 셸프리드는 노르웨이 지역 뿐만 아니라 가족들과 미국으로 이주하여 간호사와 가정 교사로 일했다. 그녀는 종교적 배경을 언급하면서, 젤위거는 자신이 "느긋한 카톨릭과 미국 성공회"에서 성장했다고 설명했다.
젤위거는 케이시 고등학교에서 치어리더, 체조 선수, 연설 팀 멤버 및 드라마 클럽 멤버로 참석했다. 그녀는 또한 축구, 농구, 야구, 풋볼에도 참여했다. 1986년 그녀의 학술 논문인 "카란 카와와 그 뿌리"는 휴스턴 포스트 고등학교 자연 과학 에세이 공모전에서 3위를 차지했다. 고등학교 졸업 후, 그녀는 1991년 텍사스 대학교 오스틴에 입학하여 영문학을 공부했다. 대학에 다니는 동안 젤위거는 드라마 과목을 선택해 연기에 대한 관심을 보였다.
젤위거는 3학년 때 그녀의 아버지가 직장을 잃으면서 대학에서 그녀를 더 이상 지원할 수 없었기 때문에 텍사스주 오스틴에서 칵테일 웨이트리스로 일했다. 젤위거는 그 일에 대해 "나는 많은 것을 배웠다. 그 클럽이 지불한 수업에서 했던 것처럼 ... 나는 사람들을 판단하지 않는 법을 배웠다."고 말했다.
젤위거는 작은 파트의 연기를 시작했으며, '코어스 라이트' 광고에 출연했다. 또한 대학에 있는 동안, 그녀는 오스틴에서 촬영한 호러 코미디 영화 《쟈니와 미씨》에서 뷰티 샵 소녀 역할로 출연했다. 하지만 이 장면은 삭제되었다. 졸업 후 그녀의 첫 번째 직업은 식품 광고에서 일하는 동시에 텍사스주 휴스턴에서의 역할에 대한 계속 된 오디션이였다.

## 개인 생활

### 연인 관계
1999년부터 2000년까지 젤위거는 배우 짐 캐리와 약혼한 연인 관계였다. 2003년, 그녀는 뮤지션 잭 화이트와 데이트하였다. 이후 젤위거는 뮤지션 케니 체스니와 2005년 5월 결혼식을 올렸다. 하지만 4개월 만에 두 사람은 이혼을 발표했다.
2009년, 젤위거는 영화 《케이스 39》에서 공연한 배우 브래들리 쿠퍼와 데이트하였다. 그들은 2011년 결별하였다.
2012년부터 2019년까지 그녀는 뮤지션이자 싱어송라이터, 프로듀서인 도일 브램홀 2세와 오랜 기간 연인 관계였다.

### 자선 활동
젤위거는스위스 연방 보건부의 2005 HIV department 예방 캠페인에 참여했다. 그녀는 남녀 평등 재단의 후원자 중 한 명으로  2011년에 자선 단체와 함께 라이베리아를 방문했다.
2011년 4월, 그녀는 유방 건강 연구소의 돈과 인식을 높이기 위해 토미 힐피거와 협력하여 핸드백을 디자인했다. 젤위거는 "유방암의 도전을 견뎌야하고 싸우는 친한 친구와 가족의 경험 때문에 유방 건강 교육과 자선 사업을 열정적으로 지지하고 있다"고 말했다.

## 필모그래피

### 영화
| 년도 | 제목                                                              | 역할                      | 참고                         |
| ---- | ----------------------------------------------------------------- | ------------------------- | ---------------------------- |
| 1993 | 멍하고 혼돈스러운 Dazed and Confused                              | Girl in blue pickup truck | 크레딧에 오르지 않음         |
| 1993 | 쟈니와 미씨 My Boyfriend's Back                                   | 빈칸                      | 삭제된 장면                  |
| 1994 | 청춘 스케치 Reality Bites                                         | 타미                      |                              |
| 1994 | 샤크, 래틀 앤 록 Shake, Rattle and Rock!                          | 수잔                      |                              |
| 1994 | 8초의 승부 8 Seconds                                              | Prescott Buckle Bunny     | 카메오                       |
| 1994 | 러브 앤 A. 45 Love and a .45                                      | Starlene Cheatham         |                              |
| 1994 | 텍사스 전기톱 학살 4 Texas Chainsaw Massacre: The Next Generation | 제니                      |                              |
| 1995 | 엠파이어 레코드 Empire Records                                    | 지나                      |                              |
| 1995 | 더 로우 라이프 The Low Life                                       | 포엣                      |                              |
| 1996 | 세상의 모든 사랑 The Whole Wide World                             | 느블린 프리스             |                              |
| 1996 | 제리 맥과이어 Jerry Maguire                                       | 도로시 보이드             |                              |
| 1997 | 페이탈 서스펙트 Deceiver                                          | 엘리자베스                |                              |
| 1998 | 루비보다 값진 것 A Price Above Rubies                             | 소니아 호로비츠           |                              |
| 1998 | 원 트루 씽 One True Thing                                         | 엘렌 굴덴                 |                              |
| 1999 | 청혼 The Bachelor                                                 | 앤 아든                   |                              |
| 2000 | 미 마이셀프 앤드 아이린 Me, Myself & Irene                        | 아이린 P. 워터스          |                              |
| 2000 | 너스 베티 Nurse Betty                                             | 베티 시즈모어             |                              |
| 2001 | 브리짓 존스의 일기 Bridget Jones's Diary                          | 브리짓 존스               |                              |
| 2002 | 화이트 올랜더 White Oleander                                      | 클레어 리차드스           |                              |
| 2002 | 시카고 Chicago                                                    | 록시 하트                 |                              |
| 2003 | 다운 위드 러브 Down with Love                                     | 바바라 노박               |                              |
| 2003 | 콜드 마운틴 Cold Mountain                                         | 루비 테웻                 |                              |
| 2004 | 샤크 Shark Tale                                                   | 앤지                      | 목소리 출연                  |
| 2004 | 브리짓 존스의 일기: 열정과 애정 Bridget Jones: The Edge of Reason | 브리짓 존스               |                              |
| 2005 | 신데렐라 맨 Cinderella Man                                        | 매 브래독                 |                              |
| 2006 | 미스 포터 Miss Potter                                             | 베아트리스 포터           | 또한 총괄 프로듀서           |
| 2007 | 꿀벌 대소동 Bee Movie                                             | 바네사 브룸               | 애니메이션 영화, 목소리 출연 |
| 2008 | 레더헤즈 Leatherheads                                             | 렉시 리틀톤               |                              |
| 2008 | 아팔루사 Appaloosa                                                | 앨리슨 프렌치             |                              |
| 2009 | 미쓰 루시힐 New in Town                                           | 루시 힐                   |                              |
| 2009 | 몬스터 vs 에이리언 Monsters vs. Aliens                            | 케이티                    | 애니메이션 영화, 목소리 출연 |
| 2009 | 마이 원 앤 온 My One and Only                                     | 앤 데베로                 |                              |
| 2009 | 케이스 39 Case 39                                                 | 에밀리 젠킨스             |                              |
| 2010 | 마이 러브 송 My Own Love Song                                     | 제인                      |                              |
| 2016 | 더 홀 트루스 The Whole Truth                                      | 로레타                    |                              |
| 2016 | 브리짓 존스의 베이비 Bridget Jones's Baby                         | 브리짓 존스               |                              |
| 2017 | 끝에서 시작되다 Same Kind of Different as Me                      | 데보라 홀                 |                              |
| 2018 | 히어 앤 나우 Here and Now                                         | 테사                      |                              |
| 2019 | 주디 Judy                                                         | 주디 갈랜드               |                              |
| 2025 | 브리짓 존스의 일기: 뉴 챕터 Bridget Jones: Mad About the Boy      | 브리짓 존스               |                              |

### 텔레비전
| 년도 | 제목                    | 역할                    | 참고                             |
| ---- | ----------------------- | ----------------------- | -------------------------------- |
| 1992 | A Taste for Killing     | 마리 루                 | 텔레비전 영화                    |
| 1993 | Murder in the Heartland | 바바라 본 부쉬          | 미니시리즈; 크레딧에 오르지 않음 |
| 1994 | Shake, Rattle and Rock! | 수잔 도일               | 텔레비전 영화                    |
| 2001 | King of the Hill        | 타미 듀발 (목소리 출연) | 에피소드: "Ho, Yeah!"            |
| 2008 | Living Proof            | 빈칸                    | 총괄 프로듀서                    |
| 2019 | 왓/이프 What/If         | 앤 몽고메리             | 주연                             |

## 수상 및 후보 목록
2004년 젤위거는 영화 《콜드 마운틴》으로 미국 아카데미상, 영국 아카데미 영화상(BAFTA), 골든 글로브상과 미국 배우 조합상(SAG) 최우수 여우조연상을 수상했다. 그녀는 일곱 번의 골든 글로브상 후보 지명되었으며, 《너스 베티》(2000), 《시카고》(2002), 《콜드 마운틴》(2003)과 《주디》(2019)로 네 번의 상을 수상하였다.

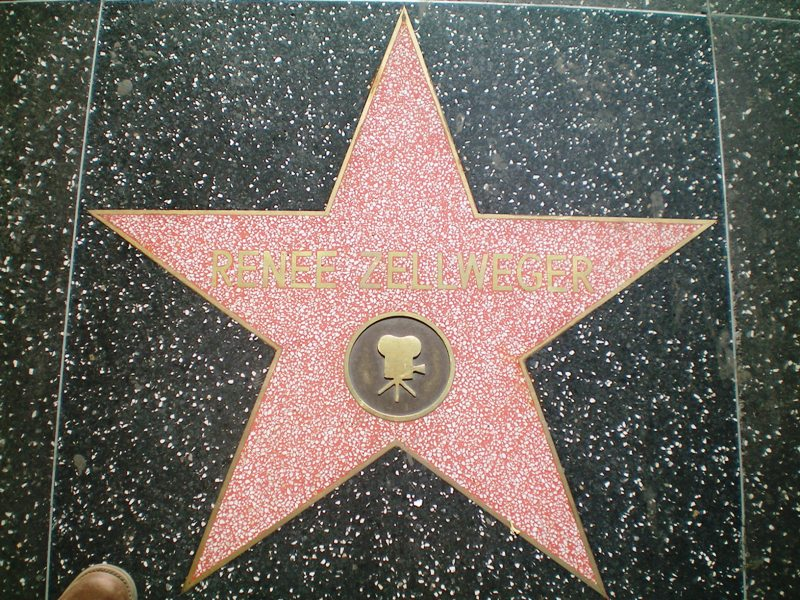
2005년 5월 24일 할리우드 명예의 거리에 입성한 젤위거

젤위거는 2005년 5월 24일 할리우드 명예의 거리에 입성하였다. 2010년에는 독일의 골든 카메라 시상식에서 최우수 여우주연상을 수상하였다. 그녀는 《주디》로 미국 아카데미상, 영국 아카데미 영화상(BAFTA), 골든 글로브상과 미국 배우 조합상(SAG) 최우수 여우주연상을 수상했다.